# San Giorgio Morgeto
San Giorgio Morgeto es un municipio sito en el territorio de la provincia de Reggio Calabria, en Calabria (Italia).

## Demografía
| Gráfica de evolución demográfica de San Giorgio Morgeto entre 1861 y 2001 |
|                                                                           |
| Fuente ISTAT - elaboración gráfica a cargo de Wikipedia                   |